# Erogami no onryō
Erogami no onryō (エロ神の怨霊?) è un cortometraggio del 1930 diretto da Yasujirō Ozu, oggi perduto.

## Distribuzione
Il film è stato distribuito esclusivamente in Giappone, essendo andato perduto nel corso dei bombardamenti della seconda guerra mondiale.

### Date di uscita
- 27 luglio 1930 in Giappone[2]